# Valery Nepomnyashchy
Valery Nepómnyashchy (nacido el 7 de agosto de 1943) es un exfutbolista soviético y ruso que se desempeñaba como delantero y entrenador.
Dirigió en equipos como el Ankaragücü, Bucheon SK, Sanfrecce Hiroshima, Shanghai Shenhua, FC Pajtakor Tashkent y FC Tom Tomsk. Además entrenó a dos selecciones, la de Camerún y la de Uzbekistán. Dirigió a selección de fútbol de Camerún en Copa Mundial de Fútbol de 1990 donde los llevó al que es hasta ahora su mayor logro futbolístico al conducirlos a los cuartos de final. Lograron derrotar en el primer partido en el Giuseppe Meazza al cuadro argentino con un gol en un gran salto de Francoise Omam Biyik. Luego, en su siguiente partido, lograron derrotar a Rumanía dos por uno con dos anotaciones de Roger Milla. En el tercer partido, ya clasificados, cayeron 4 a 0 frente a la Unión Soviética. Más tarde, en octavos de final, derrotaron 2-1 a Colombia para finalmente caer ante Inglaterra, dirigida por Bobby Robson, por 3 a 2.

## Clubes

### Como futbolista
| Club              | País            | Año         |
| ----------------- | --------------- | ----------- |
| SKIF Ashgabat     | Unión Soviética | 1961 - 1965 |
| Spartak Samarqand | Unión Soviética | 1965 - 1967 |

### Como entrenador
| Club                              | País            | Año         |
| --------------------------------- | --------------- | ----------- |
| Köpetdag Aşgabat                  | Unión Soviética | 1982 - 1983 |
| Selección de fútbol de Camerún    | Camerún         | 1988 - 1990 |
| Gençlerbirliği SK                 | Turquía         | 1992 - 1993 |
| Ankaragücü                        | Turquía         | 1993 - 1994 |
| Bucheon SK                        | Corea del Sur   | 1995 - 1998 |
| Shenyang Haishi                   | China           | 2000        |
| Sanfrecce Hiroshima               | Japón           | 2001        |
| Shandong Luneng                   | China           | 2002 - 2003 |
| Shanghai Shenhua                  | China           | 2004 - 2005 |
| FC Pajtakor Tashkent              | Uzbekistán      | 2006        |
| Selección de fútbol de Uzbekistán | Uzbekistán      | 2006        |
| FC Tom Tomsk                      | Rusia           | 2008 - 2011 |
| FC Tom Tomsk                      | Rusia           | 2014 - 2016 |
| FC Baltika Kaliningrad            | Rusia           | 2018        |